# Nicolò Figlia
Nicolò Figlia (Mezzojuso, 14 maggio 1693 – Mezzojuso, 18 novembre 1769) è stato uno scrittore e presbitero italiano di rito bizantino, appartenente alla enclave di etnia albanese (arbëresh) di Sicilia.

## Biografia
Nicolò Figlia nacque a Mezzojuso da Andrea e Caterina il 14 maggio 1693 e fu battezzato due giorni dopo coi nomi "Rosario e Nicolò". 
Laureatosi in S. Teologia, fu ordinato sacerdote a circa 25 anni e quasi subito, dietro invito del Marchese del Vasto Aquino ed Aragona, si trasferì a Chieuti in qualità di cappellano della Parrocchia di San Giorgio e dal 1724 la guidò in veste di Protopapàs. 
Nel 1727 ritorna a Mezzojuso dove venne eletto Protopapàs della parrocchia di San Nicola di Mira. Sacerdote e amministratore eccellente, è apprezzato soprattutto per aver lasciato ai posteri documenti scritti col dialetto albanese parlato a Mezzojuso. 
Morì a Mezzojuso il 18 novembre 1769.

## Opere
Tra le opere del Figlia spicca la Dottrina Cristiana del 1736 (conosciuto anche come  Il Cristiano albanese), in albanese con traduzione siciliana, la quale si presenta sotto forma di dialogo tra il maestro-arciprete e un fanciullo. Ha scritto inoltre diversi canti e poesie in albanese e siciliano e un Breve ragguaglio della terra di Mezzojuso (1750), in italiano.
Queste opere sono rimaste a lungo inedite racchiuse in un unico manoscritto che il Figlia lasciò a Chieuti, per questo motivo noto agli studiosi come Codice Chieutino, ma che successivamente Michele Marchianò scoprì e pubblicò all'interno di Canti popolari albanesi delle colonie d'Italia, identificando in esso uno dei più antichi e significativi manoscritti della storia culturale, linguistica e letteraria degli Albanesi d'Italia.
L'opera di Figlia deve considerarsi importantissima sia dal punto di vista storico, ma anche da quello catechistico e soprattutto letterario-albanologico: gli scritti del Figlia rappresentano gli unici esempi letterari scritti con la parlata albanese di Mezzojuso, e se si sommano con i pochi altri documenti, scritti col medesimo idioma, formano l'unica eredità scritta di tale lingua estintasi repentinamente nella prima metà del XIX secolo. In merito, Matteo Mandalà scrive riferendosi al [Codice Chieutino]: "...il documento, infatti, può essere studiato sia dal punto linguistico, essendo l'unica, e perciò preziosa, testimonianza della parlata arbëreshe di Mezzojuso che, come è noto, è scomparsa dalla prima metà del secolo scorso; sia da quello folklorico, essendo un manoscritto che contiene una delle prime e pressoché complete raccolte di canti tradizionali italo-albanesi; infine da quello letterario, contenendo interessanti parafrasi in arbëreshe di canti sacri siciliani ed italiani ed un apprezzabile numero di composizioni - per lo più a carattere religioso -, alcune ancora oggi inedite, di poeti siculo-albanesi vissuti nei secoli XVII e XVIII."